# Portsea Island
Portsea Island is een eiland in het zuiden van het Verenigd Koninkrijk. Het eiland wordt bijna volledig beslagen door de stad Portsmouth. Het eiland beslaat zo'n 24,5 km² en had in 2021 ruim 199.000 inwoners (8.146 inw./km²). Het is hiermee het op twee na meest bevolkte eiland van de Britse Eilanden en is het eiland met de hoogste bevolkingsdichtheid van de Britse Eilanden.

## Etymologie
De naam Portsea Island is afgeleid van het Latijnse woord portus, wat haven betekent, en het Saxische woord eg, wat eiland betekent (uitgesproken als 'ie'). Toen de betekenis van het woord eg niet meer bekend was bij de lokale bevolking werd het Engelse woord Island toegevoegd, wat eiland betekent.

## Geschiedenis
Op het eiland zijn twee depotvondsten uit de bronstijd en een uit de Romeinse tijd gevonden.

## Ligging
Ten oosten van Portsea Island ligt Hayling Island, dit wordt van het eiland gescheiden door Langstone Harbour. Ten westen van Portsea Island ligt op een schiereiland de stad Gosport, deze stad wordt van het eiland gescheiden door Portsmouth Harbour. In het zuiden ligt het water van Spithead, het oostelijk deel van de Solent. In het noorden ligt het eiland bijna tegen het vasteland aan, en wordt van het vasteland gescheiden door de enkele meters brede Portsbridge Creek. 

## Galerij van afbeeldingen

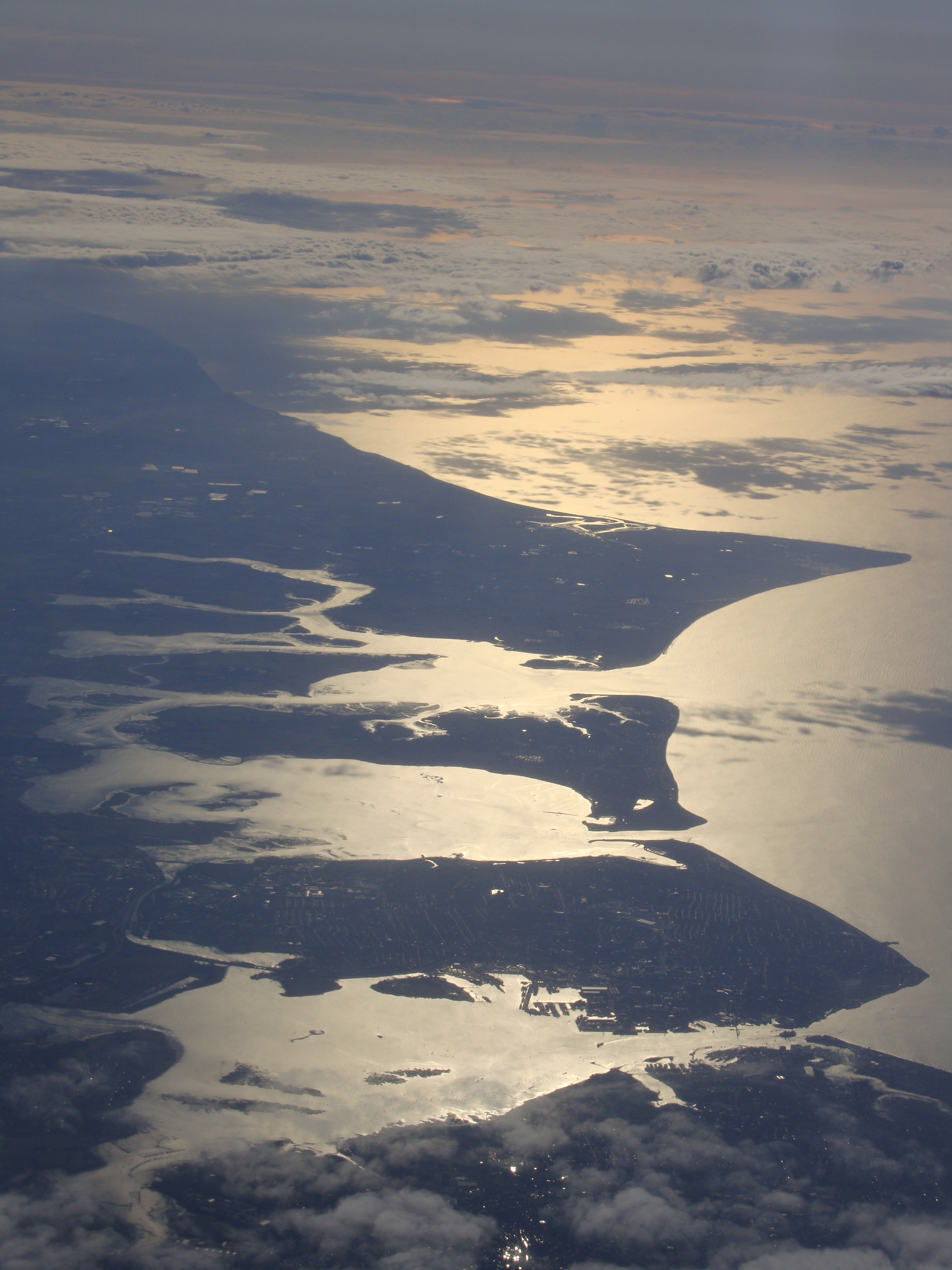
Luchtfoto van Portsea Island, met onderaan Gosport, daarboven Portsea Island, Hayling Island en een schiereiland van het vasteland
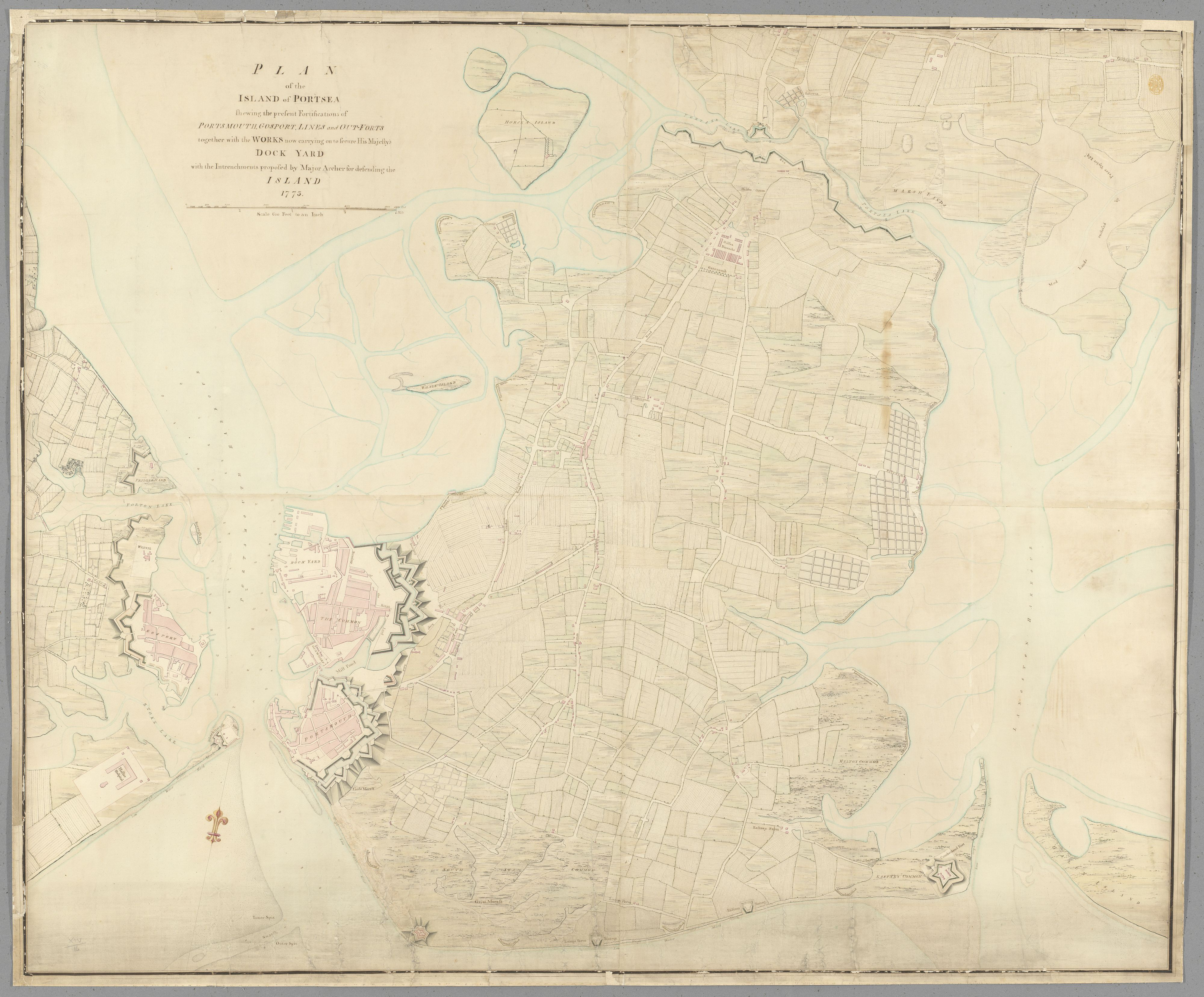
Landkaart van Portsea Island uit 1773, met daarop fortificaties
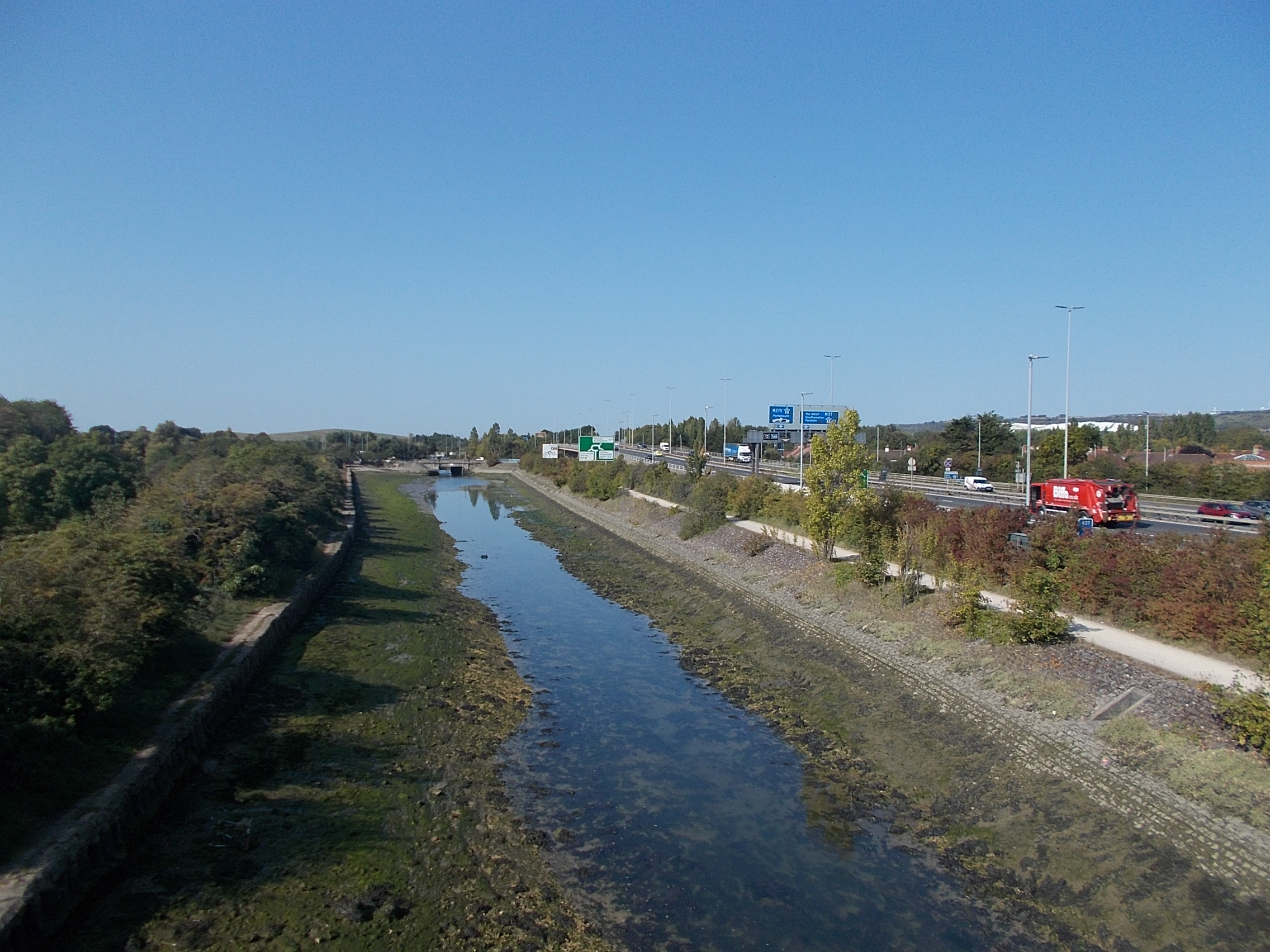
Portsbridge Creek scheidt Portsea Island (links) van het vasteland (rechts)

- Library of Congress Control Number: sh2002010255
- Nationale Bibliotheek van Israël: 987007563945205171
- Virtual International Authority File: 315529151